# Стрибки у воду на літніх Олімпійських іграх 2024 — вишка, 10 метрів (жінки)
Змагання зі стрибків у воду з десятиметрової вишки серед жінок на літніх Олімпійських іграх 2024 відбудуться 5 і 6 серпня в Паризькому центрі водних видів спорту. Це буде 26-та поява цієї дисципліни на Олімпійських іграх. Її проводили на всіх Олімпіадах, починаючи з 1912 року.

## Розклад
Вказано центральноєвропейський час (UTC+1)
| Дата          | Час   | Раунд            |
| ------------- | ----- | ---------------- |
| 5 серпня 2024 | 15:00 | Попередній раунд |
| 6 серпня 2024 | 15:00 | Півфінал Фінал   |

## Результати
Змагатимуться 29 стрибунок у воду з 21 країни.
| Місце | Стрибунка                      | Країна                   | Попередній раунд | Попередній раунд | Півфінал         | Півфінал         | Фінал            | Фінал            | Фінал            | Фінал            | Фінал            | Фінал            | Загалом          |
| Місце | Стрибунка                      | Країна                   | Результат        | Місце            | Результат        | Місце            | 1-й стрибок      | 2-й стрибок      | 3-й стрибок      | 4-й стрибок      | 5-й стрибок      | 6-й стрибок      | Загалом          |
| ----- | ------------------------------ | ------------------------ | ---------------- | ---------------- | ---------------- | ---------------- | ---------------- | ---------------- | ---------------- | ---------------- | ---------------- | ---------------- | ---------------- |
| 1     | Китай (CHN)                    | Цюань Хунчань            | 421,25           | 1                | 421,05           | 1                | 90,00            | 84,80            | 76,80            | 92,40            | 81,60            | 425,60           |                  |
| 2     | Китай (CHN)                    | Чень Юйсі                | 382,15           | 2                | 403,05           | 2                | 82,50            | 78,40            | 89,10            | 89,10            | 81,60            | 420,70           |                  |
| 3     | Північна Корея (PRK)           | Кім Мі Ре                | 287,70           | 10               | 322,40           | 4                | 80,00            | 67,50            | 72,60            | 76,80            | 75,20            | 372,10           |                  |
| 4     | Канада (CAN)                   | Келі Маккей              | 324,90           | 3                | 308,85           | 7                | 72,00            | 63,00            | 76,80            | 75,90            | 76,80            | 364,50           |                  |
| 5     | Мексика (MEX)                  | Габріела Агундес Гарсія  | 306,95           | 6                | 295,00           | 9                | 67,50            | 79,20            | 62,40            | 69,30            | 72,00            | 350,40           |                  |
| 6     | Велика Британія (GBR)          | Андреа Спендоліні-Сіріє  | 320,80           | 4                | 367,00           | 3                | 76,80            | 62,40            | 64,50            | 60,20            | 81,60            | 345,50           |                  |
| 7     | Австралія (AUS)                | Еллі Коул                | 290,00           | 9                | 309,90           | 6                | 64,50            | 72,00            | 67,20            | 67,20            | 62,40            | 333,30           |                  |
| 8     | Мексика (MEX)                  | Алехандра Ороско         | 320,80           | 4                | 312,00           | 5                | 63,00            | 64,00            | 68,80            | 67,20            | 57,60            | 320,60           |                  |
| 9     | Японія (JPN)                   | Араї Мацурі              | 280,65           | 16               | 300,50           | 8                | 63,00            | 66,00            | 65,25            | 65,80            | 54,40            | 314,45           |                  |
| 10    | Італія (ITA)                   | Сара Джодойн Ді Марія    | 286,10           | 11               | 294,85           | 10               | 72,00            | 64,50            | 56,00            | 42,05            | 67,20            | 301,75           |                  |
| 11    | Австралія (AUS)                | Мелісса Ву               | 285,20           | 13               | 294,10           | 11               | 58,50            | 64,00            | 40,60            | 52,80            | 62.40            | 278,30           |                  |
| 12    | Нідерланди (NED)               | Елзе Прастерінк          | 281,60           | 15               | 292,80           | 12               | 52,20            | 44,80            | 45,00            | 57,60            | 50,75            | 250,35           |                  |
| 13    | Велика Британія (GBR)          | Луїс Тулсон              | 299,60           | 8                | 278,50           | 13               | Завершила виступ | Завершила виступ | Завершила виступ | Завершила виступ | Завершила виступ | Завершила виступ | Завершила виступ |
| 14    | Іспанія (ESP)                  | Ана Карвахаль            | 285,60           | 12               | 276,90           | 14               | Завершила виступ | Завершила виступ | Завершила виступ | Завершила виступ | Завершила виступ | Завершила виступ | Завершила виступ |
| 15    | США (USA)                      | Ділейні Шнелл            | 278,15           | 17               | 271,95           | 15               | Завершила виступ | Завершила виступ | Завершила виступ | Завершила виступ | Завершила виступ | Завершила виступ | Завершила виступ |
| 16    | Куба (CUB)                     | Аніслей Гарсія Наварро   | 283,00           | 14               | 270,65           | 16               | Завершила виступ | Завершила виступ | Завершила виступ | Завершила виступ | Завершила виступ | Завершила виступ | Завершила виступ |
| 17    | Німеччина (GER)                | Крістіна Вассен          | 303,20           | 7                | 255,55           | 17               | Завершила виступ | Завершила виступ | Завершила виступ | Завершила виступ | Завершила виступ | Завершила виступ | Завершила виступ |
| 18    | Італія (ITA)                   | Мая Бігінеллі            | 277,00           | 18               | 240,80           | 18               | Завершила виступ | Завершила виступ | Завершила виступ | Завершила виступ | Завершила виступ | Завершила виступ | Завершила виступ |
| 19    | США (USA)                      | Дарін Райт               | 272,25           | 19               | Завершила виступ | Завершила виступ | Завершила виступ | Завершила виступ | Завершила виступ | Завершила виступ | Завершила виступ | Завершила виступ | Завершила виступ |
| 20    | Канада (CAN)                   | Кейт Міллер              | 266,30           | 20               | Завершила виступ | Завершила виступ | Завершила виступ | Завершила виступ | Завершила виступ | Завершила виступ | Завершила виступ | Завершила виступ | Завершила виступ |
| 21    | Німеччина (GER)                | Пауліне Александра Пфайф | 264,15           | 21               | Завершила виступ | Завершила виступ | Завершила виступ | Завершила виступ | Завершила виступ | Завершила виступ | Завершила виступ | Завершила виступ | Завершила виступ |
| 22    | Латвія (LAT)                   | Джея Деланія Патріка     | 259,30           | 22               | Завершила виступ | Завершила виступ | Завершила виступ | Завершила виступ | Завершила виступ | Завершила виступ | Завершила виступ | Завершила виступ | Завершила виступ |
| 23    | Бразилія (BRA)                 | Інгрід де Олівейра       | 255,90           | 23               | Завершила виступ | Завершила виступ | Завершила виступ | Завершила виступ | Завершила виступ | Завершила виступ | Завершила виступ | Завершила виступ | Завершила виступ |
| 24    | Пуерто-Рико (PUR)              | Мейсі Адріанне Вієта     | 253,90           | 24               | Завершила виступ | Завершила виступ | Завершила виступ | Завершила виступ | Завершила виступ | Завершила виступ | Завершила виступ | Завершила виступ | Завершила виступ |
| 25    | Україна (UKR)                  | Софія Лискун             | 253,10           | 25               | Завершила виступ | Завершила виступ | Завершила виступ | Завершила виступ | Завершила виступ | Завершила виступ | Завершила виступ | Завершила виступ | Завершила виступ |
| 26    | Південна Корея (KOR)           | Кім На Хьон              | 250,00           | 26               | Завершила виступ | Завершила виступ | Завершила виступ | Завершила виступ | Завершила виступ | Завершила виступ | Завершила виступ | Завершила виступ | Завершила виступ |
| 27    | Домініканська Республіка (DOM) | Вікторія Гарса           | 226,80           | 27               | Завершила виступ | Завершила виступ | Завершила виступ | Завершила виступ | Завершила виступ | Завершила виступ | Завершила виступ | Завершила виступ | Завершила виступ |
| 28    | Єгипет (EGY)                   | Малак Тауфік             | 193,75           | 28               | Завершила виступ | Завершила виступ | Завершила виступ | Завершила виступ | Завершила виступ | Завершила виступ | Завершила виступ | Завершила виступ | Завершила виступ |
| 29    | Ірландія (IRL)                 | К'яра Мак-Ґінґ           | 188,50           | 29               | Завершила виступ | Завершила виступ | Завершила виступ | Завершила виступ | Завершила виступ | Завершила виступ | Завершила виступ | Завершила виступ | Завершила виступ |